# Rząd Ignacego Jana Paderewskiego
Rząd Ignacego Jana Paderewskiego – gabinet pod kierownictwem premiera Ignacego Jana Paderewskiego, utworzony 16 stycznia 1919 roku przez Józefa Piłsudskiego po ustąpieniu rządu Jędrzeja Moraczewskiego. Rząd ustąpił 9 grudnia 1919. 

## Skład rządu
| Funkcja                                                 | Zdjęcie | Imię i nazwisko            | Przynależność partyjna              | okres urzędowania              |
| ------------------------------------------------------- | ------- | -------------------------- | ----------------------------------- | ------------------------------ |
| Prezydent Ministrów                                     |         | Ignacy Jan Paderewski      | bezpartyjny                         | 16 stycznia - 9 grudnia 1919   |
| Min. Aprowizacji                                        |         | Antoni Mińkiewicz          | bezpartyjny                         | 16 stycznia - 30 września 1919 |
|                                                         |         | Teodor Sobański            | bezpartyjny                         | 30 września - 5 listopada 1919 |
|                                                         |         | Stanisław Śliwiński        | Związek Ludowo-Narodowy             | 5 listopada - 9 grudnia 1919   |
| Min. Komunikacji (od 8 II 1919 r. Min. Kolei Żelaznych) |         | p.o. Julian Eberhardt      | bezpartyjny                         | 16 stycznia - 9 grudnia 1919   |
| Min. Kultury i Sztuki                                   |         | Zenon Przesmycki           | bezpartyjny                         | 16 stycznia - 9 grudnia 1919   |
| Min. Poczt i Telegrafów                                 |         | Hubert Linde               | bezpartyjny                         | 16 stycznia - 9 grudnia 1919   |
| Min. Pracy i Opieki Społecznej                          |         | Jerzy Iwanowski            | Polska Partia Socjalistyczna        | 16 stycznia - 9 grudnia 1919   |
| Min. Przemysłu i Handlu                                 |         | Kazimierz Hącia            | bezpartyjny                         | 16 stycznia - 12 sierpnia 1919 |
|                                                         |         | Ignacy Szczeniowski        | bezpartyjny                         | 12 sierpnia - 9 grudnia 1919   |
| Min. Robót Publicznych                                  |         | Józef Pruchnik             | Polskie Stronnictwo Ludowe – Lewica | 16 stycznia - 31 lipca 1919    |
|                                                         |         | Tadeusz Jasionowski        | bezpartyjny                         | 31 lipca - 9 grudnia 1919      |
| Min. Rolnictwa i Dóbr Państwowych                       |         | Stanisław Janicki          | bezpartyjny                         | 16 stycznia - 30 września 1919 |
|                                                         |         | p.o. Zygmunt Chmielewski   | bezpartyjny                         | 30 września - 9 grudnia 1919   |
| Min. Skarbu Państwa                                     |         | Józef Englich              | bezpartyjny                         | 16 stycznia - 4 kwietnia 1919  |
|                                                         |         | Stanisław Karpiński        | bezpartyjny                         | 4 kwietnia - 31 lipca 1919     |
|                                                         |         | Leon Biliński              | Stronnictwo Pracy Konstytucyjnej    | 31 lipca - 9 grudnia 1919      |
| Min. Spraw Wewnętrznych                                 |         | Stanisław Wojciechowski    | bezpartyjny                         | 16 stycznia - 9 grudnia 1919   |
| Ministerstwo Spraw Wojskowych                           |         | p.o. Jan Wroczyński        | bezpartyjny                         | 16 stycznia - 27 lutego 1919   |
|                                                         |         | gen. por. Józef Leśniewski | bezpartyjny                         | 27 lutego - 9 grudnia 1919     |
| Min. Spraw Zewnętrznych                                 |         | Ignacy Jan Paderewski      | bezpartyjny                         | 16 stycznia - 9 grudnia 1919   |
| Min. Sprawiedliwości                                    |         | Leon Supiński              | Zjednoczenie Demokratyczne          | 16 stycznia - 2 września 1919  |
|                                                         |         | Bronisław Sobolewski       | bezpartyjny                         | 2 września - 9 grudnia 1919    |
| Min. Wyznań Religijnych i Oświecenia Publicznego        |         | Jan Łukasiewicz            | Związek Ludowo-Narodowy             | 16 stycznia - 9 grudnia 1919   |
| Min. Zdrowia Publicznego                                |         | Tomasz Janiszewski         | Polskie Stronnictwo Ludowe „Piast"  | 16 stycznia - 9 grudnia 1919   |
| Minister ds byłej dzielnicy pruskiej                    |         | Władysław Seyda            | Związek Ludowo-Narodowy             | 16 stycznia - 9 grudnia 1919   |

## Skład rządu w momencie powołania (16 stycznia 1919)
Ignacy Jan Paderewski - Prezydent Ministrów oraz minister spraw zewnętrznych
Antoni Minkiewicz - Minister aprowizacji
Julian Eberhardt - Minister komunikacji
Zenon Przesmycki - Minister kultury i sztuki
Hubert Linde - Minister poczt i telegrafów
Jerzy Iwanowski (Polska Partia Socjalistyczna) - Minister pracy i opieki społecznej
Kazimierz Hącia - Minister przemysłu i handlu
Józef Pruchnik (Polskie Stronnictwo Ludowe - Lewica) - Minister robót publicznych
Stanisław Janicki - Minister rolnictwa i dóbr państwowych
Józef Englich - Minister skarbu państwa
Stanisław Wojciechowski - Minister spraw wewnętrznych
Jan Wroczyński - kierownik Ministerstwa Spraw Wojskowych
Leon Supiński (Zjednoczenie Demokratyczne) - Minister sprawiedliwości
Jan Łukasiewicz (Związek Ludowo-Narodowy) - Minister wyznań religijnych i oświecenia publicznego
Tomasz Janiszewski (Polskie Stronnictwo Ludowe "Piast") - Minister zdrowia publicznego
Władysław Seyda (Związek Ludowo-Narodowy) - Minister ds. byłej dzielnicy pruskiej